# Tjörnes (halvö)
Tjörnes är en halvö i republiken Island.   Den ligger i regionen Norðurland eystra, i den norra delen av landet, 300 km nordost om huvudstaden Reykjavík.